# Kim Dong-moon
Kim Dong-moon (Hangul: 김동문, Hanja: 金東文, H.K.R.: Gim Dong-mun, M-R: Kim Tongmun) (Gokseong (Jeollanam-do), 22 september 1975) is een voormalig Zuid-Koreaans badminton-speler.
Dong-moon is getrouwd met Ra Kyung-min, met wie hij in het gemixte dubbelspel speelde. Samen hebben ze een kind (Kim Han-wool) en wonen ze in Calgary, Canada.

## Olympische Spelen
Dong-moon nam driemaal deel aan de Olympische Spelen: Atlanta (1996), Sydney (2000) en Athene (2004).
In 1996 won hij samen met Gil Young-ah het goud in het gemixte dubbelspel. In de finale wonnen ze van het andere Koreaanse team, Ra Kyung-min (Dong-moons latere partner) en Park Joo-bong.
In 2000 kwalificeerde Dong-moon zich alleen maar voor het heren dubbelspel, samen met Ha Tae-kwon. Ze wonnen brons door in de troostfinale de Maleisiërs Choong Tan Fook en Lee Wan Wah te verslaan.
In 2004 kwalificeerde Dong-moon zich nogmaals voor het heren dubbelspel, weer met Ha Tae-kwon. Ze kwamen in de finale en moesten het daar opnemen tegen een andere Koreaans team, bestaande uit Dong Soo Lee en Yong Sung Yoo. Dong-moon en Tae-kwon versloegen hun landgenoten met 15-11 en 15-4 en wonnen op deze manier het goud.
Dong-moon kwam op diezelfde Spelen ook in actie in het gemixte dubbel, samen met Ra Kyung-min. Dankzij een bye in de eerste ronde kwamen ze in de tweede ronde en versloegen daar het Nederlandse koppel Chris Bruil en Lotte Bruil. In de kwartfinales verloren ze van de Denen Rikke Olsen en Jonas Rasmussen met 17-14 en 15-8.

## Erelijst

### Wereldkampioenschappen
1995:
- Derde in het heren dubbelspel (samen met Yoo Yong-sung).

1999:
- Eerste in het heren dubbelspel (samen met Ha Tae-kwon).
- Eerste in het gemixte dubbelspel (samen met Ra Kyung-min).

2001:
- Tweede in het heren dubbelspel (samen met Ha Tae-kwon).
- Tweede in het gemixte dubbelspel (samen met Ra Kyung-min).

2003:
- Eerste in het gemixte dubbelspel (samen met Ra Kyung-min).

### Overige toernooien
1998:
- Eerste in het gemixte dubbelspel op de Aziatische Spelen van 1998 in Bangkok (samen met Ra Kyung-min).
- Eerste in het gemixte dubbelspel op de Aziatische kampioenschappen badminton (samen met Ra Kyung-min).

1999:
- Eerste in het heren dubbelspel op de Aziatische kampioenschappen badminton (samen met Ha Tae-kwon).
- Eerste in het gemixte dubbelspel op de Aziatische kampioenschappen badminton (samen met Ra Kyung-min).

2001:
- Eerste in het gemixte dubbelspel op de Aziatische kampioenschappen badminton (samen met Ra Kyung-min).

2002:
- Eerste in het gemixte dubbelspel op de Aziatische Spelen van 2002 in Busan (samen met Ra Kyung-min).
- Eerste in het heren dubbelspel op de Aziatische kampioenschappen badminton (samen met Ha Tae-kwon)

2004:
- Eerste in het gemixte dubbelspel op de Aziatische kampioenschappen badminton (samen met Ra Kyung-min).